# Куневич Богдан Михайлович
Богдан Михайлович Кунéвич (нар. 1 травня 1949, м. Болехів, Україна) — український господарник, поліграфіст, видавець. Заслужений працівник культури України (1998).

## Життєпис
Богдан Куневич народився 1 травня 1949 року в Болехові Долинського району Івано-Франківської області України.
Закінчив Львівський поліграфічний інститут (1973, нині Українська академія друкарства).
Працював: 
- на поліграфічних підприємствах у Молдови,
- директором ВАТ «Тернопільський видавничий поліграфічний комбінат «Збруч» (1991—2004).
- директором видавництва «Новий колір» (2002—2018[1]).

## Творчість
Співупорядник регіональних річників «Тернопілля 95», «Тернопілля 96», «Тернопілля 97», «Тернопілля 98-99», співголова редколегії збірника «Львівщина 97» та інших.
Серед книг що видав:
- «Збруч»
  - твори Василя Барвінського, Р. Завадовича, Б. Лепкого та інших видатних уродженців Тернопільщини.
- «Новий колір»
  - «Бучацька єпархія УГКЦ. Парафії, монастирі, храми. Шематизм»[2],
  - «Тернопільсько-Зборівська архиєпархія. Парафії, монастирі, храми. Шематизм»[3],
  - «Храми Української Православної Церкви Київського патріархату. Тернопільщина»[4].